# Öjen, Dalarna
Öjen, även kallad Öjesjön, är en sjö i Malung-Sälens kommun i Dalarna och ingår i Dalälvens huvudavrinningsområde. Sjön har en area på 15,2 kvadratkilometer och ligger 296,2 meter över havet. Sjön avvattnas av vattendraget Ogströmmen (Ogan). Vid sjön finns flera badplatser 

## Delavrinningsområde
Öjen ingår i det delavrinningsområde (674055-139493) som SMHI kallar för Utloppet av Öjen. Medelhöjden är 326 meter över havet och ytan är 64,93 kvadratkilometer. Räknas de 56 avrinningsområdena uppströms in blir den ackumulerade arean 706,98 kvadratkilometer. Ogströmmen (Ogan) som avvattnar avrinningsområdet har biflödesordning 4, vilket innebär att vattnet flödar genom totalt 4 vattendrag innan det når havet efter 389 kilometer. Avrinningsområdet består mestadels av skog (51 procent) och sankmarker (16 procent). Avrinningsområdet har 15,41 kvadratkilometer vattenytor vilket ger det en sjöprocent på 23,7 procent.

## Orter runt sjön
Runt sjön ligger orterna Öje, Östra Öje, Hånäset, Idfjärden och Lännviken.